# Eliseo Camiolo
Eliseo Camiolo (Milano, 29 settembre 1910 – Roma, 28 ottobre 1964) è stato un arbitro di calcio italiano.

## Carriera
Inizia ad arbitrare nel 1929.
Dopo 7 stagioni a disposizione dei campionati regionali lombardi, Camiolo è inserito dal C.I.T.A. negli arbitri a disposizione per i campionati di Serie C per la stagione 1936-1937.
Esordisce in Serie B nella stagione 1938-1939 dirigendo la partita Anconitana-Bianchi-SPAL 2-1 del 16 aprile 1939.
Rimase a disposizione del Direttorio II Zona anche per le stagioni 1943-1944 e 1944-1945 per poi riconfermare la sua disponibilità all'A.I.A. per il campionato di Divisione Nazionale 1945-1946.
Nel primo torneo post-liberazione dirige nella prima giornata di campionato la partita Vicenza-Sampierdarenese del 14 ottobre 1945 (1-1), collezionando alla fine di questa stagione ben 11 presenze.
Esordisce in Serie A dirigendo la partita Alessandria-Modena 1-3 del 22 settembre 1946.

Dirige l'ultima gara nella stagione 1950-1951 il 1º aprile 1951 a Udine: Udinese-Lucchese 2-1.
Diresse a San Siro la partita Milan-Platense 2-3 del 14 febbraio 1951.
Vanta nel suo palmarès 69 partite in Serie A, mentre quelle di Serie B non sono ancora quantificabili.